# Эль-Бира
Эль-Бира (араб. البيرة‎, транслитерация: al-Birͣẗ) — палестинский город, примыкающий к административному центру Западного берега реки Иордан Рамалле. Расположен в центральной части Западного берега, в 15 км от Иерусалима, на высоте 860 м над уровнем моря. Население — 39 202 чел. (2007):114.
В городе есть стадион на 7000 мест, построенный и расширенный на средства международной помощи, и центр боевых искусств. В 2010 городская площадь была посвящена памяти террористки Далаль Аль-Муграби, в 1978 году с сообщниками убившей 38 израильских гражданских лиц, включая женщин и детей, а также американскую женщину-фотографа.

## История
Захватив городок, крестоносцы дали ему имя Бирра.
В 1948—1967 Эль-Биру контролировала Иордания. В 1967—1994 город находился под контролем Израиля, с 1994 в соответствии с Соглашениями Осло управляется ПНА.
В Эль-Бире разместились несколько палестинских министерств и других организаций.